# 柔性印刷电路板
柔性印刷电路板（Flexible Printed Circuit，FPC）又称为柔性线路板、軟性電路板、软性线路板、挠性线路板、软板等，是一种特殊的印制电路板。它的特点是重量轻、厚度薄、柔软、可弯曲。主要使用于手机、笔记本电脑、PDA、数码相机、液晶显示屏等很多产品。

## 组成材料
柔性印刷电路板主要由以下幾個部分组成：
- 銅箔基板：常用材料結構为銅箔加核心層。
  - 铜箔：分为电解铜与压延铜两种。
  - 核心層：常見為聚酰亚胺（PI）。
- 保护膜：表面绝缘用。常用材料結構为聚酰亚胺（PI）加接着剂环氧树脂热固胶。
- 补强：加强柔性印刷电路板的机械强度。

## 结构
按照导电铜箔的层数，柔性印刷电路板可以划分为单层板、双面板、双层板、多层板等。

### 單面板柔性電路板
單面板柔性電路板(Single Side)只有一層導電層（多為金屬），依附在柔軟的絕緣層上（基材），所以只有一面可以放置電子零件或作導電接觸面。在導電層上會加上一層絕緣物料作保護及阻焊（保護膜），作用是在把電子零件焊接上去時使不須上錫的地方不會上錫，以及產品日後使用時防止意外的短路。

### 單層二面露出柔性電路板
單層二面露出板(Double Access，back bared)，也是只有一層導電層，但導電層的兩面也可導電接觸面或放置零件，兩面有名自的阻焊層。因兩面放置零件又同時單層導體能滿足佈線要求的情況不多，這種結構並不常見。

### 双面柔性印刷電路板
雙層柔性印刷電路板，擁有兩層導電層，中間以絕緣基材分隔，在最外的兩層覆蓋了絕緣層作保護/阻焊，並在需要的位置露出導電層作連接點或焊盤。此類結構沒有導孔讓兩層之間可連接，局限了其用途。

### 双層或多層柔性印刷電路板
双層或多層柔性印刷電路板，擁有兩層或更多的導電層，各導電層均以絕緣基材分隔，同時在需要的位置可有導電的通孔（即導通孔、via）連接，在最外的兩層覆蓋了絕緣層作保護/阻焊，並在需要的位置露出導電層作連接點或焊盤。由於有超過一層導電層及可以導通孔連接各層，當線路要通過被零件或其他線路阻檔的位置時，可以經導通孔轉往另一導電層以避開阻礙，解決佈線上的困難，應用上較為靈活，因此常用於線路較復雜的設計。